# DUNK (雑誌)
『DUNK』（ダンク）は、かつて集英社から出版されていた、日本の月刊女性アイドルグラビア雑誌。創刊号から1990年の休刊号まで判型はA5判（148mm×210mm）で、毎月9日に発売されていた。1999年から2003年にかけ不定期に復活していた際の判型はA4判よりやや小さいサイズだった。定価は当初300円だったが、後に320円になり、さらに休刊まで330円だった。1999年以降の不定期復活版は700円前後だったが、次第に高くなっていった。特大号の場合は350円だった。
表紙のイラストは創刊当時、ゴリラだったが、創刊1周年を迎えてゴリラからきゃぷてん・タマに変わった。DUNKの「D」のところに描かれていた（1990年の休刊号まで）。1999年以降の不定期復活版はイラストは無く、DUNKの「N」の文字に色が付いているのみだった。

## 略歴
1984年5月に集英社から、女性アイドルグラビア誌の『BOMB!』（学研パブリッシング発行）と同じサイズで創刊された。なお、創刊号の表紙を飾った小泉今日子が、この年の6月に発売したシングルである「迷宮のアンドローラ」のB面の「DUNK」(男区)は、雑誌のイメージソングとなった。
1985年におニャン子クラブが出現すると、頻繁に紙面で取り上げるようになった。1985年12月号から1988年2月号までの間、3号を除いて(1986年2月号、1986年6月号、1986年12月号)毎号にわたっておニャン子クラブのメンバーが表紙を飾っていた。
しかし、1989年に「ザ・ベストテン」が終了するなどアイドル氷河期が到達すると、他アイドル誌と同様に売上が低迷していき、1990年11月に創刊号と同じく小泉今日子が表紙を飾った最終号の発売をもって廃刊となった。
その後、1999年からは同じく集英社から発行されている少女向けアイドル雑誌『Duet』の増刊号という形で復活した。『美少女REVOLUTION MAGAZINE』というキャッチコピーでオールカラーグラビアマガジンとして不定期に刊行されていたが、2003年を最後に刊行されなくなった。なお、最後に刊行された号にも次号予告があり、急な刊行中止だったと予想される。

## 巻頭モデル
1984年
6月号 : 小泉今日子
7月号 : 堀ちえみ
8月号 : 中森明菜
9月号 : 石川秀美
10月号 : 河合奈保子
11月号 : 倉沢淳美
12月号 : 柏原芳恵
1985年
1月号 : 小泉今日子
2月号 : 堀ちえみ
3月号 : 岡田有希子
4月号 : 中森明菜
5月号 : 石川秀美
6月号 : 小泉今日子
7月号 : 斉藤由貴
8月号 : 中山美穂
9月号 : 岡田有希子
10月号 : 芳本美代子
11月号 : 本田美奈子
12月号 : 河合その子
1986年
1月号 : 新田恵利、中島美春、福永恵規、内海和子
2月号 : 松本典子
3月号 : 新田恵利
4月号 : うしろゆびさされ組
5月号 : 新田恵利、国生さゆり、河合その子、吉沢秋絵
6月号 : 本田美奈子
7月号 : 新田恵利
8月号 : 国生さゆり
9月号 : 高井麻巳子
10月号 : 新田恵利、国生さゆり、高井麻巳子
11月号 : 渡辺美奈代
12月号 : 南野陽子
1987年
1月号 : 渡辺美奈代、渡辺満里奈
2月号 : 高井麻巳子
3月号 : 渡辺満里奈
4月号 : 岩井由紀子
5月号 : うしろゆびさされ組
6月号 : うしろ髪ひかれ隊
7月号 : 渡辺美奈代
8月号 : 高井麻巳子
9月号 : 岩井由紀子
10月号 : 渡辺満里奈
11月号 : 工藤静香
12月号 : 渡辺美奈代
1988年
1月号 : うしろ髪ひかれ隊
2月号 : 我妻佳代
3月号 : 伊藤美紀
4月号 : 渡辺満里奈
5月号 : 岩井由紀子
6月号 : 浅香唯
7月号 : 生稲晃子
8月号 : 渡辺美奈代
9月号 : 工藤静香
10月号 : 酒井法子
11月号 : 本田理沙
12月号 : 渡辺満里奈
1989年
1月号 : 工藤静香
2月号 : 浅香唯
3月号 : 酒井法子
4月号 : 本田理沙
5月号 : 渡辺美奈代
6月号 : 中山忍
7月号 : 宮沢りえ
8月号 : Wink
9月号 : 酒井法子
10月号 : 河田純子
11月号 : 宮沢りえ
12月号 : 田村英里子
1990年
1月号 : CoCo
2月号 : 酒井法子
3月号 : CoCo
4月号 : ribbon
5月号 : 渡辺美奈代
6月号 : 河田純子
7月号 : CoCo
8月号 : 田村英里子
9月号 : ribbon
10月号 : 中山忍
11月号 : CoCo
12月号 : 小泉今日子
（復活号）DUET増刊号
VOL.1(1999年6月) : 鈴木あみ
VOL.2(1999年8月) : 深田恭子
VOL.3(1999年11月): モーニング娘。
VOL.4（2000年2月): 鈴木あみ、深田恭子
VOL.5(2000年5月) : 鈴木あみ
VOL.6(2000年7月) : モーニング娘。
VOL.7(2000年9月) : 加藤あい
VOL.8(2000年12月) : 深田恭子
VOL.9(2001年2月) : 内山理名
VOL.10(2001年5月) : 前田亜季
VOL.11(2001年8月) : 酒井若菜
VOL.12(2001年0月) : 松浦亜弥
VOL.13(2001年12月) : 深田恭子
VOL.14(2002年2月) : 小向美奈子
VOL.15(2002年5月) : 仲根かすみ
VOL.16(2002年8月) : 上戸彩
VOL.17(2002年10月) : 市川由衣
VOL.18(2003年2月) : 黒川芽以、長澤まさみ
VOL.19(2003年6月) : 安倍麻美

## 増刊号
- でかダンク 生稲晃子　たびだちダンス（1988年8月）
- でかダンク 本田理沙 いちご白書（1988年11月）
- でかダンク 中山忍 16才・夏 女子高生通信（1989年7月）
- でかダンク 河田純子　中学生の決意！（1989年11月）
- CDダンク　田村英里子（1990年1月）
- 超でかダンク 女子CoCo生スペシャル（1990年10月）

## 関連雑誌
- duet - 同社が発行しているA5判のアイドル誌
- BOMB! - 『DUNK』同様、学研マーケティング発行のA5判（現在はAB版）の女性アイドル誌